# Hélène Esnault
Pour les articles homonymes, voir Esnault.
Hélène Esnault, née le 17 juillet 1953 à Paris, est une mathématicienne franco-allemande. Elle est professeur de géométrie algébrique à l'université libre de Berlin, après avoir travaillé à l'université de Duisbourg et Essen, à l'Institut Max-Planck de mathématiques à Bonn et à l'université Paris-Diderot.

## Formation et carrière
Hélène Esnault étudie à partir de 1973 à l'École normale supérieure de jeunes filles, où elle obtient en 1975 son DEA à l'université Paris-Diderot et en 1976 son agrégation. En 1976 elle soutient sa thèse de 3e cycle intitulée Singularités rationnelles et groupes algébriques sous la supervision de Lê Dũng Tráng. Sa thèse d'Etat suit en 1984.
Elle obtient son habilitation à diriger des recherches en 1985 à l'université de Bonn, où elle est de 1983 à 1985 chercheuse invitée à l'Institut Max-Planck de mathématiques. De 1977 à 1983 elle est assistante à l'université Paris-Diderot et en 1989-90 passe maître de conférences. En 1990 elle est professeur à l'université de Duisbourg et Essen à Essen. Après l'automne 2012 elle est titulaire de la première chaire « Einstein » à l'université libre de Berlin. Elle enseigne la géométrie algébrique à l'université de Duisbourg et Essen, ainsi qu'à l'Institut Max-Planck de mathématiques et à l'université Paris-Diderot.
En 2007 elle est rédactrice en chef et fondatrice de la revue Algebra and Number Theory. De 1998 à 2010 elle co-édite les Mathematische Annalen, et à partir de 2007 les Mathematical Research Letters, la revue Acta Mathematica Vietnamica, depuis 2011 Astérisque et depuis 1995 le Duke Mathematical Journal.
Elle a la double nationalité, française et allemande.

## Prix et distinctions
En 2001 elle reçoit le prix Paul Doistau-Émile Blutet de l'Académie des sciences.
En 2003 elle est lauréate du prix Gottfried-Wilhelm-Leibniz avec  Eckart Viehweg
.
En 2019 elle reçoit la médaille Cantor.
En 2011, elle est titulaire de la chaire d'excellence de la Fondation mathématique de Paris.
Elle est membre de l'Académie des sciences et des arts de Rhénanie du Nord-Westphalie (2005), de l'Académie allemande des sciences Leopoldina (2008), de l'Académie des sciences de Berlin-Brandebourg (2010). En 2014 elle est élue à l'Academia Europaea.
En 2002, elle est conférencière invitée au congrès international des mathématiciens à Pékin avec une conférence intitulée Characteristic classes of flat bundles and determinant of the Gauss-Manin-connection. 
Du 22 au 26 avril 2024, un colloque international en l'honneur d'Hélène Esnault se tient à l'Institut des Hautes Etudes Scientifiques, à Bures-sur-Yvette, France, 91440. Voici l'annonce publiée sur le site de l'IHES : "Arithmetic Geometry, a conference in Honor of Hélène Esnault on the occasion of her 70th birthday".

## Publications
- avec Eckart Viehweg : Lectures on Vanishing Theorems, Birkhäuser 1992 (Livre en PDF, 1.3 MO)
- 1+1 = 0 Monsieur Weil, est-ce bien rationnel ?, conférence du 15 janvier 2014.
- Autour des Q-diviseurs applications aux fibres de Milnor homogènes, au degré de polynômes à singularités données et au théorème de Roth
- Global aspects of complex geometry, c2006
- Principe local-global pour les zéro-cycles
- Singularités rationnelles et groupes algébriques
- Un plus un égal zéro.